# Montceaux-Ragny
Pour les articles homonymes, voir Montceaux (homonymie).
Montceaux-Ragny est une commune française située dans le département de Saône-et-Loire, en région Bourgogne-Franche-Comté.
L'une de ses particularités est de figurer parmi les dix communes les moins peuplées de Saône-et-Loire. En effet, trente-et-un habitants y étaient recensés au 1er janvier 2019 (chiffre officialisé par l'INSEE au 1er janvier 2022), ce qui classe cette commune au 3e rang des communes les moins peuplées de Saône-et-Loire, derrière Chérizet (20 habitants) et Grevilly (30 habitants).

## Géographie
Le territoire de Montceaux-Ragny, qui se situe entre la Saône et la Grosne, s’appuie sur l’extrémité septentrionale des Monts du Mâconnais, une chaîne de collines axées nord/nord-est - sud/sud-ouest enserrée à l’ouest par la vallée de La Grosne et à l’est par la plaine de Saône en limite des cultures d'Oc et d'Oïl et du franco-provençal.
Situé au nord du principal chaînon calcaire des monts du Mâconnais, le petit village de Montceaux-Ragny comprend le Bourg à 300 mètres d'altitude avec la chapelle Saint-Isidore et trois calvaires, le hameau d'En Fralin et celui de Ragny tous situés sur le rebord est d’une faille géologique orientée nord-sud au pied de laquelle deux sources jaillissent. Celle de Fralin apporte une eau fraîche à un lavoir voûté en face d’un petit jardin clos d’un muret. Celle de Ragny, plus au sud, alimente un abreuvoir pour les animaux puis un petit lavoir.
Leurs eaux se regroupent en un petit ruisseau qui suit la vallée et ensuite alimente le parc du château de Ruffey. D’habitude très calme, le ruisseau peut devenir lors des grosses et longues pluies d’avril un véritable torrent dévastant la route.

### Climat
Pour des articles plus généraux, voir Climat de la Bourgogne-Franche-Comté et Climat de Saône-et-Loire.
En 2010, le climat de la commune est de type climat océanique dégradé des plaines du Centre et du Nord, selon une étude du Centre national de la recherche scientifique s'appuyant sur une série de données couvrant la période 1971-2000. En 2020, Météo-France publie une typologie des climats de la France métropolitaine dans laquelle la commune est exposée à un climat semi-continental et est dans la région climatique Bourgogne, vallée de la Saône, caractérisée par un bon ensoleillement (1 900 h/an), un été chaud (18,5 °C), un air sec au printemps et en été et des vents faibles.
Pour la période 1971-2000, la température annuelle moyenne est de 11,4 °C, avec une amplitude thermique annuelle de 17,9 °C. Le cumul annuel moyen de précipitations est de 878 mm, avec 11,1 jours de précipitations en janvier et 7,7 jours en juillet. Pour la période 1991-2020, la température moyenne annuelle observée sur la station météorologique de Météo-France la plus proche, « Saint-Marcel », sur la commune de Saint-Marcel à 18 km à vol d'oiseau, est de 12,3 °C et le cumul annuel moyen de précipitations est de 818,4 mm. 
La température maximale relevée sur cette station est de 41,8 °C, atteinte le 12 août 2003 ; la température minimale est de −20 °C, atteinte le 16 janvier 1985,,.
Les paramètres climatiques de la commune ont été estimés pour le milieu du siècle (2041-2070) selon différents scénarios d'émission de gaz à effet de serre à partir des nouvelles projections climatiques de référence DRIAS-2020. Ils sont consultables sur un site dédié publié par Météo-France en novembre 2022.

### Géologie
Dès 1869, M. Berthaud parlait ainsi de la région : « Les Monts du Mâconnais forment une région très naturelle, limitée d’une manière nette par la configuration du sol et par sa nature géologique ». En effet, les Monts du Mâconnais sont constitués d’une série de chaînons monoclinaux globalement axés nord-sud appuyés au contrefort granitique du Massif central à l'ouest et s'ennoyant progressivement sous les formations quaternaires de la Bresse au nord et à l’est.
Le territoire est assis sur l'alignement principal, le deuxième chaînon, qui s'étend de Pouilly-fuissé à Sennecey-le-Grand avant de disparaître sous les limons et alluvions du système Saône-Grosne appartenant géologiquement à la Bresse.
Un transect dans le chaînon de la bordure occidentale à l'orientale laisse découvrir les affleurements granitiques du socle primaire du côté de Laives, puis les sédiments secondaires ou mésozoïques du Trias au Crétacé avec des grès quartziques à ciment siliceux et des argiles bigarrées du côté de Nanton. Il y a aussi les calcaires du Sinémurien formant une dalle de calcaires à gryphées compacte aux environs de Montceaux-Ragny, suivis de calcaires très argileux à bélemnites  du Pliensbachien et de marnes du Toarcien.
Apparaît ensuite le Jurassique moyen, le Dogger, avec les calcaires à entroques et celui à polypiers du côté de Nanton Corlay et Mancey, puis le Bathonien inférieur avec ses calcaires à faune silicifiée surmonté des calcaires oolithiques du Bathonien moyen très fréquent à Jugy, Vers et Mancey, le tout dominé par le calcaire dur de la dalle nacrée du Bathonien supérieur comme à Montceaux-Ragny et Jugy. Le Jurassique supérieur, le Malm, affleure largement : Oxfordien inférieur ou Argovien, alternances marno-calcaires et argiles à Jugy. L'Oxfordien supérieur ou Rauracien avec des bancs calcaires plus ou moins argileux de la « pierre caille » ou « silex », se trouve à Étrigny, Mancey, Boyer et Champagny-sous-Uxelles. Le sommet de cette série du Jurassique est représenté par le Kimméridgien sous forme de calcaires fins, peu argileux, lithographiques, blanc à saumon ou gris bleu comme à Boyer et Mancey.
Le Crétacé est très rare : calcaire du Valanginien à Vers et sables ferrugineux de l'Albien à Mancey. Le Tertiaire est représenté par les argiles à gros silex non roulés emballés dans de l’argile provenant d’assises du Crétacé aujourd'hui disparues puis par des formations détritiques de sables conglomératiques silicifiés et d'argiles que l'on trouve à Nanton Corlay et Mancey. Le Quaternaire apparaît par un ensemble de formations fluviatiles (cailloutis), fluvio-lacustres (sables) ou éoliennes (lœss) appartenant au domaine de la Bresse avec les alluvions et formations modernes des lits majeurs des rivières tels que la Saône, la Grosnes et leurs affluents.
Le relief joue un rôle important par les formations de pente : éboulis des pieds des falaises, colluvions, dépôts étalés par solifluxion ou ruissellement des fonds des vallons secs, des vallées et parfois même de pente.

### Pédologie
La pédologie est l'étude des sols actuels, résultats de l’altération des roches par le climat et la végétation depuis le Tardiglaciaire (- 10 000 ans), le Préboréal, le Boréal, l’Atlantique, le Subboréal pour arriver à aujourd’hui au Subatlantique. À cette évolution naturelle s’ajoute l’action de l’homme depuis guère plus de 5 000 ans.
Localement on rencontre des sols peu évolués pouvant être d'érosion sur roche tendre ou dure, impropre à l'agriculture souvent sous les forêts pauvres de la montagne, comme c'est le cas à Montceaux-Ragny, Jugy, Vers, Mancey, Étrigny ou Nanton. On trouve aussi des sols peu évolué d’apport alluviaux ou colluviaux sous les falaises rocheuses et dans les vallons secs, dans les mêmes communes et des sols calcimagnésiques humifères, brunifiés, zones de pâture ou cultivées en céréales à paille, en luzerne ou en vigne des collines. Il y a aussi des sols bruns eutrophes ou acides plus ou moins lessivés en zone cultivée en maïs ou de pâture de la plaine et forêts intermédiaires, à Boyer et Champagny-sous-Uxelles, ainsi que des sols hydromorphes à nappe plus ou moins perchée et plus ou moins permanente sous les vastes forêts de plaine, comme à Sennecey-le-Grand, Gigny-sur-Saône, Saint-Cyr, Beaumont-sur-Grosne, Lalheue et La Chapelle-de-Bragny.

### La flore
La première description scientifique revient au Catalogue des plantes de Saône-et-Loire de MM. Chateau et Chassignol en 1920. En 1972, H. Poinsot publia la Flore de Bourgogne, puis en 1993, F. Bugnon et coll. publièrent la Nouvelle Flore de Bourgogne. Localement les principaux et importants travaux sont l’œuvre de F. Nicolas et d’autres botanistes mâconnais ou de la Société des Sciences Naturelles de Sennecey-le-Grand pour la flore et de J.-M. Royer et J.-C. Rameau pour la phytogéographie.
La zone de Montceaux-Ragny appartient au domaine médioeuropéen, secteur alpin, à cheval sur le district de la Côte de Saône-et-Loire avec une grande richesse en espèces  subméditerranéennes (Ophris bécasse par exemple), eu-méditerranéennes (Genêt d’Espagne à Sennecey-le-Grand), semi-méditerranéennes (Garance voyageuse), sub-méditerranéennes avec comme des cistacées tels que l’Hélianthème des Apennins et la quasi absence d’espèces submontagnardes sauf le Lis martagon, et méditerranéo-montagnarde (Coronille emerus).
Le district de la plaine de la Saône et de la Bresse est beaucoup moins varié mais avec quelques belles espèces liées aux milieux humides et aux marais comme l’Hottonie des marais à Beaumont-sur-Grosne, ou le Butome à ombelle à Marnay.
La flore fongique est également très riche. Elle fait l’objet permanente de recherches très fines menées par des mycologues locaux.

### La faune
La diversité biologique a été très fortement perturbée ce dernier demi-siècle sous les coups de l’évolution des pratiques agricoles et de l’urbanisation.
Concernant les reptiles et les batraciens, les altérations des milieux naturels ont entraîné de très graves dégâts à leurs populations : la couleuvre verte et jaune est devenue très rare ; en revanche le lézard vert se maintient encore bien dans les collines. De même pour tous les poissons, les effluents pollués et les aménagements hydrauliques sur les petits cours d’eau condamnent certaines espèces qui peuplaient jadis encore les rivières et ruisseaux tels que l'épinoche ou la lamproie, alors qu'à l’opposé, se développent des espèces quasi insensibles à la pollution comme le Silure glane.
S'agissant des mammifères, la région ne connaît pas encore d’espèces majeures en reconquête de territoires comme le loup et le lynx. Les grands carnivores ne sont pas présents, seul le renard, le blaireau et les petits mustélidés (belette, fouine, martre et putois) existent. Les ongulés avec le sanglier et le chevreuil sont bien représentés. Parmi les rongeurs, l'écureuil fluctue selon les années, le lièvre arrive encore à garder sa place alors que le lapin de garenne est devenu une véritable relique. Quelques gros rongeurs comme le rat musqué et le ragondin colonisent les milieux humides et la présence du castor est activement recherchée par les naturalistes. Pour les insectivores notons entre autres la présence de divers chiroptères et du Hérisson d’Europe.
Là où la région est le plus remarquable, c’est par son avifaune. Située en bordure occidentale du vaste axe migratoire formé par la plaine de la Saône, la colline de Saint-Martin-de-Laives est un vrai phare posé au sud-est de toute la plaine de Saône pour les flux d’oiseaux migrateurs venant du nord-est dès la fin de l’été. Plus de 100 espèces peuvent être observées.
Lors des migrations post nuptiales, dès la mi-août pour les limicoles ou la Bondrée apivore, plus tardivement pour d’autres espèces comme le Balbuzard fluviatile, les adultes et les jeunes de nombreuses espèces quittent les contrées du nord et de l’est de l’Europe pour rejoindre la région.
En hivernage, certaines raretés sont observées, essentiellement sur les rivières ou à proximité, comme le très rare et énorme Pygargue à queue blanche ou le superbe Milan royal. Durand l’hiver certaines espèces dites invasives peuvent être notées comme le Jaseur de Bohême. Dès la fin de janvier et la première décade de février les premiers retours en migration prénuptiale se font sentir. C’est la remontée de nombreux canards et turdidés (grives). À cette période,de nombreuses espèces débutent leurs chants et leurs parades nuptiales comme les rapaces nocturnes avec la chouette hulotte dans les forêts et l’effraie des clochers dans les villages, les pics, grives et merle noir, pigeon ramier et tourterelle turque, mésange charbonnière, troglodytes ... Puis, en avril et mai c’est le retour généralisé des nicheurs habituels comme le rossignol et tous les sylviidés.
L'avifaune s'avère être un excellent marqueur de l'évolution des milieux et du climat : les hirondelles et de nombreux passereaux granivore voient leurs effectifs s'effondrer d'année en année. Des espèces disparaissent comme la magnifique pie-grièche grise, la perdrix grise ou la chevêche d'Athéna. D'autres, au bénéfice de la protection de leurs espèces, ont retrouvé des effectifs normaux comme le héron cendré ou le hibou grand-duc. Enfin, d'autres, jadis inconnues, arrivent comme la grande aigrette, le grand cormoran, le héron garde-bœufs et la fauvette mélanocéphale marquant ainsi les évolutions climatiques certaines.

### Paysage et agriculture

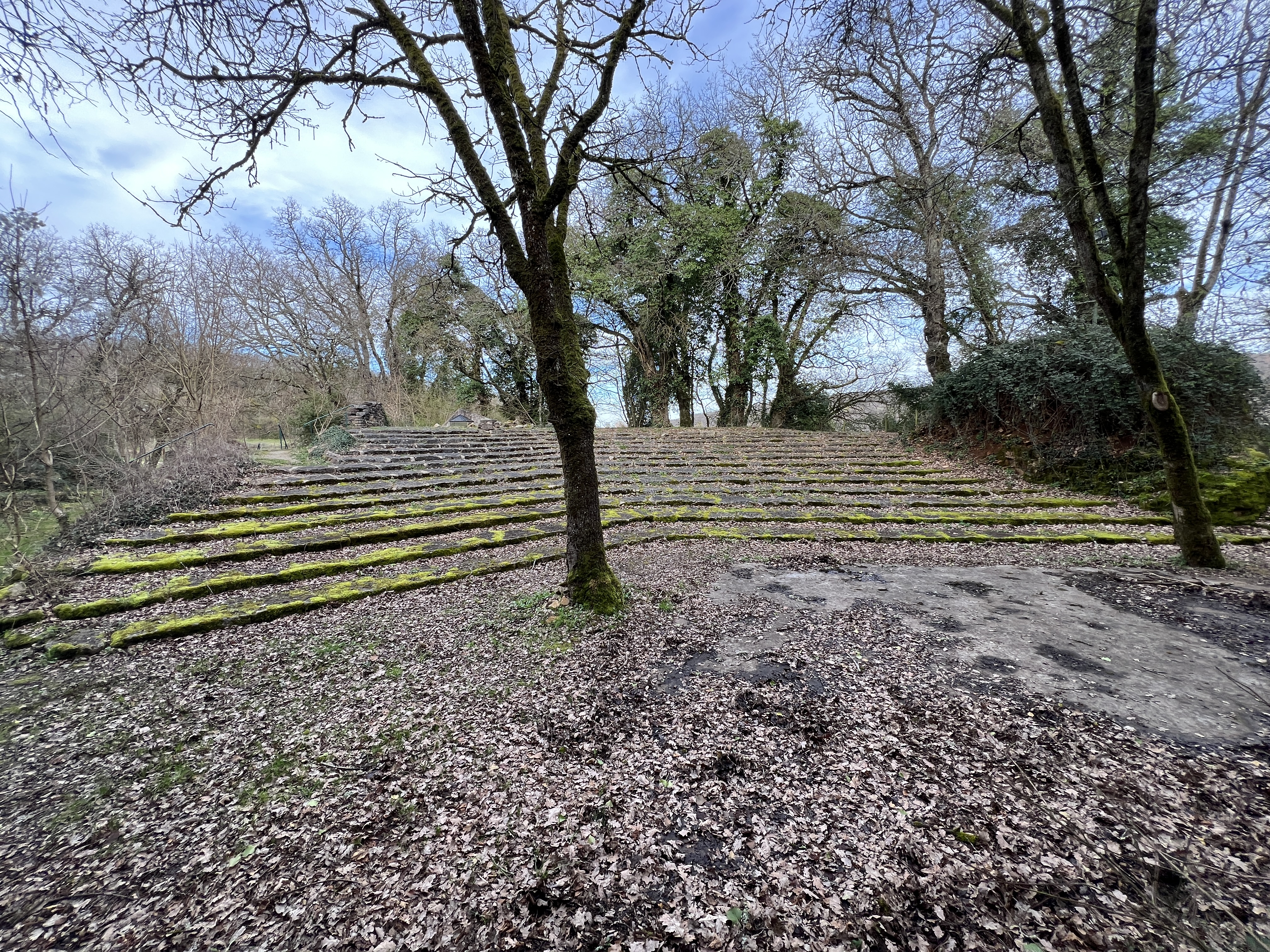
Théâtre de verdure.

Au milieu du XIXe siècle, Montceaux-Ragny comptait 50 ha de vignes pour une population de 140 habitants. Après trois guerres (Guerre de 1870, Première et Seconde Guerre mondiale) et le phylloxéra la superficie des vignes tomba à moins d’un ha et la population à seulement 16 habitants en 1975. Il y avait déjà longtemps que l’école communale avait fermé ses portes.
La déprise agricole consécutive au dépeuplement a modelé le paysage au profit de la forêt qui recouvre maintenant les quatre cinquièmes des 253 ha de la commune.
Alors que les versants aux sols superficiels exposés au sud sont occupés par une végétation rase de pelouses calcaires sèches, domaine des orchidées, ou de maigres forêts de chênes marcescents et de buis, les combes ouvertes au nord-ouest demeurent fraîches, même froides, et possèdent sur des sols colluviaux profonds de belles et riches forêts de chênes sessiles mêlées de hêtres.
La vallée est essentiellement occupée par des prés parfois humides bordés de peupliers et de saules têtards. D’abondantes haies et quelques vieux vergers de plein vent pourvoient en hiver à l’alimentation de nombreux passereaux. La vigne occupe les coteaux exposés au levant vite chauds dès les premiers rayons de soleil. Quelques anciens noyers demeurent çà et là. D'anciennes vignes, aujourd’hui à l’abandon, sur les marnes calcaires à genévriers retournent lentement à la forêt.
À partir des années 1975-1980, le renouvellement des générations permit l’arrivée de nouveaux habitants attirés par l’intérêt paysager du site et sa quiétude. Petit à petit les habitations furent restaurées et occupées pour atteindre une population de 50 âmes. Les vignes furent replantées mais l’élevage caprin disparu avec le dernier paysan du village. Seules des bêtes charolaises paissent maintenant dans toute la vallée.
Une politique volontariste de préservation du paysage et du site a conduit à l’inscription de tout le territoire communal à l’inventaire des sites classés et un sentier de découverte de la nature parcourt la commune.
L'ancienne carrière, longtemps décharge municipale, a été réhabilitée pour devenir un théâtre de verdure de plus de 400 places où des spectacles se déroulent l'été. C'est de là que débute la randonnée sur le sentier de découverte de la nature. Au retour vous trouverez un point d’eau potable au pied de la mairie. Plusieurs endroits sur ce sentier, souvent proches d'un calvaire, offrent de beaux points de vue sur le village, sur le paysage, l'église de Saint-Martin-de-Laives, le Château de Ruffey et sur tout le val de Saône jusqu'au Mont Poupet proche de Salin-les-Bains dans le Jura. Mais attention la Bise rencontre là les premiers reliefs mâconnais et peut se montrer très mordante sur la neige.
À l’est et en crête, le Chemin des Moines (GR 76a), qui conduit le pèlerin de Sennecey-le-Grand à Cluny en une journée de marche, marque la limite orientale de la commune en passant par la côte sommitale : 400 m.

## Urbanisme

### Typologie
Au 1er janvier 2024, Montceaux-Ragny est catégorisée commune rurale à habitat très dispersé, selon la nouvelle grille communale de densité à sept niveaux définie par l'Insee en 2022.
Elle est située hors unité urbaine. Par ailleurs la commune fait partie de l'aire d'attraction de Chalon-sur-Saône, dont elle est une commune de la couronne,. Cette aire, qui regroupe 109 communes, est catégorisée dans les aires de 50 000 à moins de 200 000 habitants,.

### Occupation des sols
L'occupation des sols de la commune, telle qu'elle ressort de la base de données européenne d’occupation biophysique des sols Corine Land Cover (CLC), est marquée par l'importance des forêts et milieux semi-naturels (65,7 % en 2018), une proportion identique à celle de 1990 (65,7 %). La répartition détaillée en 2018 est la suivante : forêts (58,9 %), zones agricoles hétérogènes (20,7 %), prairies (13,6 %), milieux à végétation arbustive et/ou herbacée (6,8 %). L'évolution de l’occupation des sols de la commune et de ses infrastructures peut être observée sur les différentes représentations cartographiques du territoire : la carte de Cassini (XVIIIe siècle), la carte d'état-major (1820-1866) et les cartes ou photos aériennes de l'IGN pour la période actuelle (1950 à aujourd'hui).

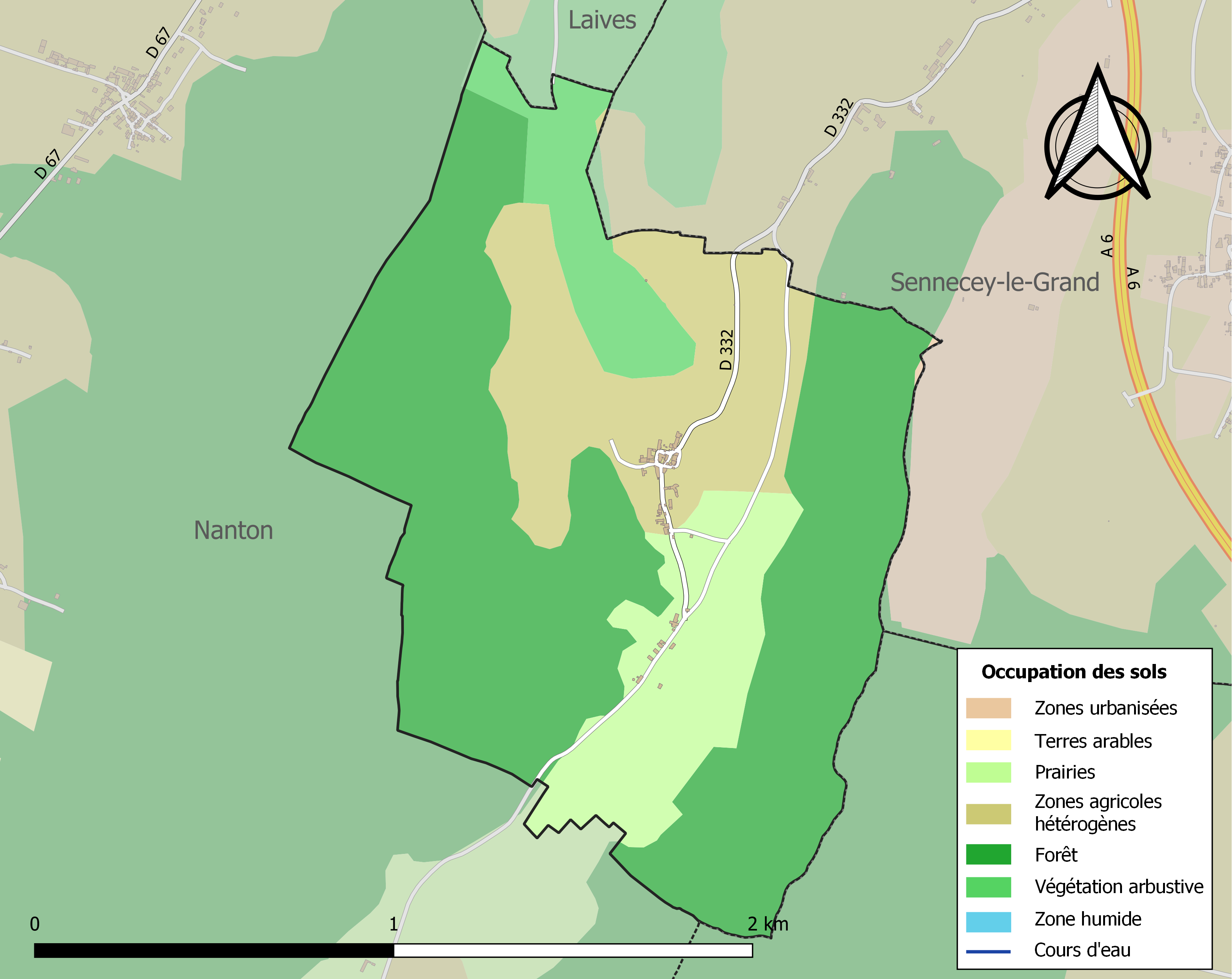
Carte des infrastructures et de l'occupation des sols de la commune en 2018 (CLC).

## Toponymie

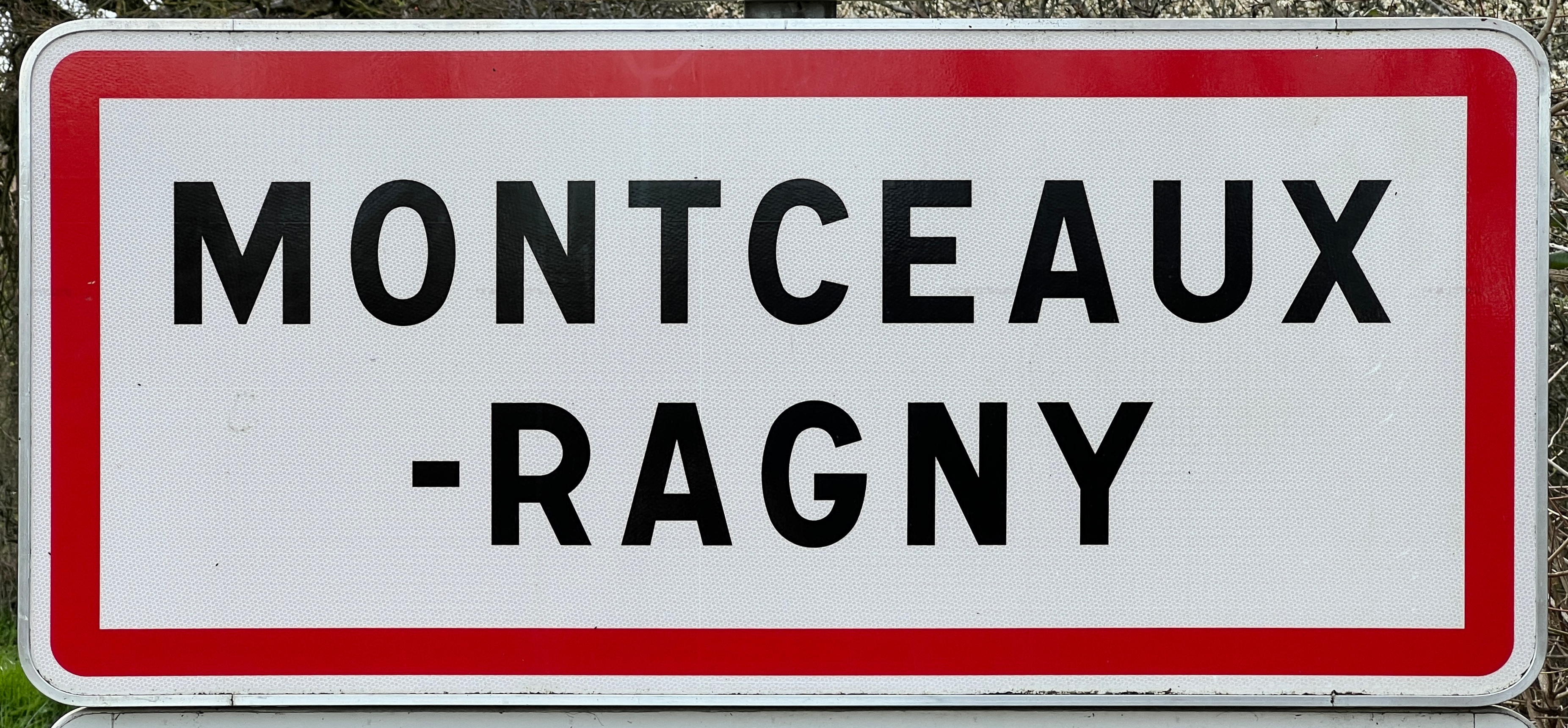
Panneau d'entrée dans la commune.

## Politique et administration

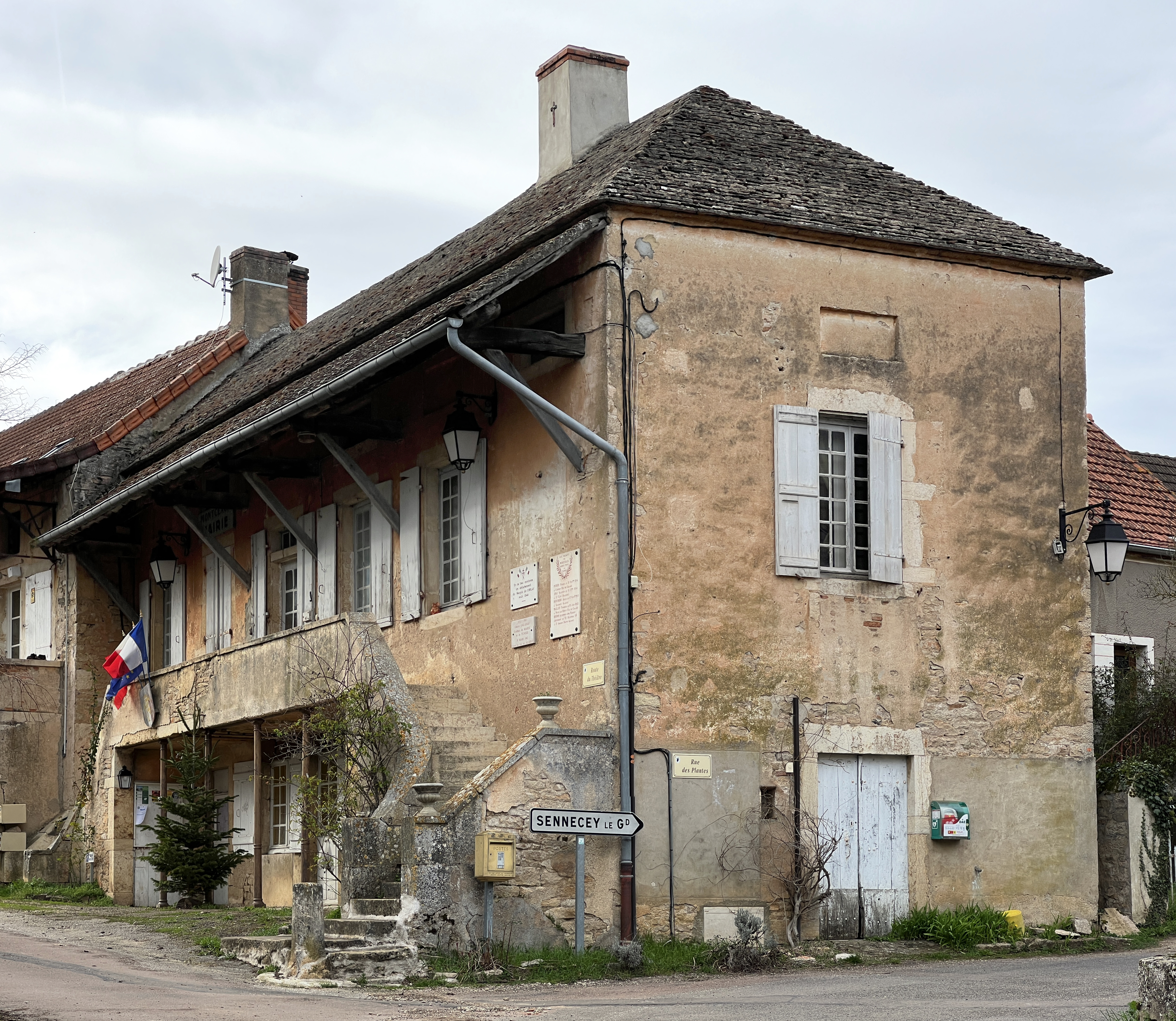
Mairie.

### Tendances politiques et résultats

#### Élections présidentielles
Le village de Montceaux-Ragny place en tête à l'issue du premier tour de l'élection présidentielle française de 2017, Jean-Luc Mélenchon avec 32,35 % des suffrages. Mais lors du second tour, Emmanuel Macron (LaREM) est en tête avec 85,71 %.

#### Élections législatives
Le village de Montceaux-Ragny faisant partie de la quatrième circonscription de Saône-et-Loire, place en tête, lors du 1er tour des élections législatives françaises de 2017, Cécile Untermaier (PS) avec 66,67 % ainsi que lors du second tour avec 85,19 % des suffrages.
Lors du 1er tour des élections législatives françaises de 2022, Cécile Untermaier (PS), députée sortante, arrive en tête avec 75,86 % des suffrages comme lors du second tour, avec cette fois-ci, 100,00 % des suffrages.

#### Élections régionales
Le village de Montceaux-Ragny place la liste « Notre région par cœur », menée par Marie-Guite Dufay, présidente sortante (PS), en tête dès le 1er tour des élections régionales de 2021 en Bourgogne-Franche-Comté, avec 38,10 % des suffrages.
Lors du second tour, les habitants décident de placer de nouveau la liste de « Notre région par cœur » en tête, avec cette fois-ci, près de 88,24 % des suffrages. Devant les autres listes menées par Gilles Platret (LR) en seconde position avec 5,88 %, Denis Thuriot (LaREM), troisième avec 5,88 % et en dernière position celle de Julien Odoul (RN) avec 0 %.

#### Élections départementales
Le village de Montceaux-Ragny fait partie du canton de Tournus. Les électeurs de la ville placent le binôme de Delphine Dugué (DVG) et Mickaël Maniez (DVG), en tête, dès le 1er tour des élections départementales de 2021 en Saône-et-Loire avec 68,42 % des suffrages.
Mais lors du second tour de ces mêmes élections, les habitants décideront de placer le binôme Delphine Dugué (DVG) et Mickaël Maniez (DVG) en tête, avec cette fois-ci, près de 82,35 % des suffrages. Devant l'autre binôme menée par Jean-Claude Becousse (DVD) et Colette Beltjens (DVD) qui obtient 17,65 %. Cependant, il s'agit du binôme Jean-Claude Becousse (DVD) et Colette Beltjens (DVD) qui est élu, une fois les résultats centralisés.

### Liste des maires de Montceaux-Ragny
| Période                                  | Période   | Identité        | Étiquette | Qualité |
| ---------------------------------------- | --------- | --------------- | --------- | ------- |
| mars 1989                                | mars 2014 | Jean Untermaier |           |         |
| mars 2014                                | en cours  | Christian Dugue |           | Maire   |
| Les données manquantes sont à compléter. |           |                 |           |         |

## Démographie

Les vignobles du Mâconnais.

L'évolution du nombre d'habitants est connue à travers les recensements de la population effectués dans la commune depuis 1800. Pour les communes de moins de 10 000 habitants, une enquête de recensement portant sur toute la population est réalisée tous les cinq ans, les populations de référence des années intermédiaires étant quant à elles estimées par interpolation ou extrapolation. Pour la commune, le premier recensement exhaustif entrant dans le cadre du nouveau dispositif a été réalisé en 2004.

En 2022, la commune comptait 31 habitants, en évolution de −3,12 % par rapport à 2016 (Saône-et-Loire : −1,06 %, France hors Mayotte : +2,11 %).
| 1800 | 1806 | 1821 | 1831 | 1836 | 1841 | 1846 | 1851 | 1856 |
| ---- | ---- | ---- | ---- | ---- | ---- | ---- | ---- | ---- |
| 112  | 109  | 129  | 140  | 101  | 117  | 122  | 114  | 104  |

| 1861 | 1866 | 1872 | 1876 | 1881 | 1886 | 1891 | 1896 | 1901 |
| ---- | ---- | ---- | ---- | ---- | ---- | ---- | ---- | ---- |
| 115  | 100  | 101  | 117  | 109  | 105  | 85   | 82   | 89   |

| 1906 | 1911 | 1921 | 1926 | 1931 | 1936 | 1946 | 1954 | 1962 |
| ---- | ---- | ---- | ---- | ---- | ---- | ---- | ---- | ---- |
| 87   | 89   | 55   | 52   | 55   | 52   | 33   | 40   | 25   |

| 1968 | 1975 | 1982 | 1990 | 1999 | 2004 | 2006 | 2009 | 2014 |
| ---- | ---- | ---- | ---- | ---- | ---- | ---- | ---- | ---- |
| 21   | 16   | 17   | 41   | 57   | 46   | 41   | 35   | 32   |

| 2019 | 2022 | - | - | - | - | - | - | - |
| ---- | ---- | - | - | - | - | - | - | - |
| 31   | 31   | - | - | - | - | - | - | - |

## Culture locale et patrimoine

### Lieux et monuments
- Mairie-école construite en 1825 sur des plans de l'architecte chalonnais Bernard Zolla, l'une des plus anciennes du département de Saône-et-Loire[23].
- Un remarquable « verger » de chênes écornats (le second peuplement connu en Bourgogne, où tous les chênes étaient émondés en conservant leur fût, pratique permettant la production de fagots et d’herbe au sol pour le pâturage des troupeaux)[24].

### Personnalités liées à la commune
- Jean Untermaier, maire de Montceaux-Ragny, président de la Fédération France Nature Environnement de 1990 à 1992.

## Pour approfondir